# SETI@home
SETI@home (от англ. Search for Extra-Terrestrial Intelligence at Home — поиск внеземного разума на дому́) — научный некоммерческий проект добровольных вычислений на платформе BOINC, созданный исследовательским центром SETI при Калифорнийском университете в Беркли, использующий свободные вычислительные ресурсы на компьютерах добровольцев для анализа радиосигналов, полученных проектом SETI. Проект поддерживается лабораторией космических наук Калифорнийского университета в Беркли и является частью всемирных инициатив SETI.
SETI@home был впервые представлен широкой общественности 17 мая 1999 года. Он занял на тот момент третье по масштабу место среди ведущихся на тот момент исследований, использующих распределенные вычисления через Интернет, после проекта поиска простых чисел Мерсенна, запущенного в 1996 году и поддержанного distributed.net в 1997 году. Наряду с MilkyWay@home и Einstein@Home это третий крупный проект такого типа, исследующий явления межзвездного пространства как свою основную цель.
За 20 лет работы проекта были обработаны все имеющиеся данные. 31 марта 2020 года SETI@home прекратил рассылать пользователям новые задания. Проект заморожен.

## O проекте
Один из подходов поиска внеземных цивилизаций SETI Radio Searches, использует радиотелескопы для поиска узкополосных радиосигналов из космоса. Предположительно, внеземная цивилизация будет использовать радиосвязь (земные радиостанции можно поймать из ближайших звёздных систем на хороший приёмник). Если в радиосигнале будут периодически повторяющиеся элементы, их будет несложно обнаружить, рассчитав для записи с радиоприёмника преобразование Фурье. Эти повторяющиеся сигналы предположительно должны иметь искусственную природу и, соответственно, их обнаружение косвенно подтвердит присутствие внеземной технологии. Сигналы, получаемые радиотелескопом, преимущественно состоят из шума, производимого небесными объектами, радиоэлектроникой, спутниками, телевизионными вышками и радарами. Современные проекты по ПВР (Поиск Внеземного Разума или SETI) в радиодиапазоне используют цифровые технологии для анализа данных. Для Radio SETI требуется невероятная вычислительная мощность, потому что расчёт преобразования Фурье — крайне ресурсоёмкая задача, а в данном случае она помножена на огромное количество поступающей информации.

## Научные исследования
Двумя исходными целями SETI@home являлись:
- проделать полезную научную работу, поддерживая наблюдательный анализ поиска разумной внеземной жизни;
- доказать жизнеспособность и практичность концепции добровольных вычислений.

Считается, что вторая из этих целей целиком и полностью достигнута. В настоящее время среда BOINC, разработанная на основе SETI@home, обеспечивает поддержку многих проектов, требующих интенсивных вычислений, по широкому кругу дисциплин.
Первая из этих целей до сих пор не достигнута и не дала окончательных результатов: SETI@home не было собрано никаких доказательств сигналов внеземного разума. Однако исследования продолжаются, основываясь на той идее, что используемый наблюдательный метод корректен. В остальной части этой статьи речь идет конкретно о первоначальных наблюдениях и анализе SETI@home. Подавляющее большинство неба (более 98%) еще предстоит исследовать, и каждая точка в небе должна многократно исследоваться, если есть минимальный шанс обнаружения искомого сигнала.

## Детали анализа
SETI@home ищет возможные доказательства радиосигналов от внеземного разума, используя данные наблюдений с радиотелескопа Аресибо и телескопа Грин-Бэнк. Необходимые данные собираются в фоновом режиме, в то время как сами телескопы используются для других научных программ. Данные, получаемые с облучателя радиотелескопа, записываются с высокой плотностью на магнитную ленту (заполняя примерно одну 35-гигабайтную DLT плёнку в день).
Затем данные разбиваются на мелкие фрагменты по частоте и времени и анализируются программным обеспечением в поиске любых сигналов - вариаций, которые нельзя отнести к шуму, и, следовательно, содержащих информацию. При обработке данные с каждой ленты разбиваются на 33000 блоков по 1049600 байт, что составляет 1,7 секунды времени записи с телескопа. Затем 48 блоков конвертируются в 256 заданий на расчёт, которые рассылаются не менее чем на 1024 компьютера участников проекта.
Используя распределенные вычисления, SETI@home отправляет миллионы фрагментов данных для анализа на локальные домашние компьютеры, а затем эти компьютеры сообщают о результатах. После обработки результаты передаются компьютером участника проекта в Space Sciences Laboratory (SSL) Калифорнийского университета, Беркли (США), с помощью программного обеспечения BOINC.
Каждый пользователь персонального компьютера, имеющий доступ к Интернету, может подключиться к проекту (такой подход даёт беспрецедентную вычислительную мощность, обусловленную большим количеством компьютеров, участвующих в обработке данных). Таким образом, сложная проблема анализа данных сводится к разумному использованию заемных компьютерных ресурсов с помощью большого интернет-сообщества.
Программное обеспечение ищет пять типов сигналов, отличающих их от шума:
- сигналы с пиками в спектрах мощности;
- сигналы с гауссовыми кривыми мощности передачи, возможно представляющими главный лепесток диаграммы основного луча радиоисточника;
- сигналы с триплетами - тремя пиками мощности подряд;
- импульсные сигналы, которые могут представлять собой узкополосную цифровую передачу;
- сигналы особой формы, обнаруженной с помощью автокорреляционной функции.

Существует много вариантов, как на сигнал внеземного разума может повлиять межзвездная среда, а также движение источника его происхождения по отношению к Земле. Таким образом, потенциальный «сигнал» обрабатывается многими способами (хотя и не абсолютно всеми методами обнаружения или сценариями), чтобы обеспечить наивысшую вероятность отличить его от мерцающего шума, уже присутствующего во всех направлениях космического пространства. Например, другая планета скорее всего будет двигаться со скоростью и ускорением по отношению к Земле, и это будет сдвигать частоту потенциального «сигнала». Проверка на это путём обработки "сигнала" в некоторой степени выполняется SETI@home.
Процесс несколько напоминает настройку радио на различные каналы, при этом необходимо просматривать измеритель силы сигнала. Если сила сигнала растет, это обращает на себя внимание. Технически оно включает большое количество обработки цифрового сигнала, в основном дискретными преобразованиями Фурье при различной линейно-частотной модуляции.

### История
В предыдущих проектах SETI Radio Searches использовались специализированные суперкомпьютеры, установленные на радиотелескопах и анализировавшие огромный объём поступающей информации. В 1994 году Дэвид Геди работающий в программе SERENDIP Калифорнийского Университета в Беркли предложил использовать виртуальный суперкомпьютер, состоящий из большого числа имеющих доступ к Интернету ПК и организовал проект SETI@home для проверки этой идеи. Научный план который разработали Дэвид Геди и Крейг Каснофф из Сиэтла был представлен на пятой международной конференции по биоастрономии в июле 1996 года.
- SETI@home стартовал 17 мая 1999 года. Эта версия, именуемая в дальнейшем SETI@Home Classic[17], просуществовала до 15 декабря 2005 года[2].
- Далее проект продолжается только с использованием платформы BOINC.
- С 3 мая 2006 года используется клиентское программное обеспечение SETI@home Enhanced[18].

### Финансирование проекта
Финансирование проекта осуществляется в основном Planetary Society — некоммерческой организацией, деятельность которой посвящена исследованию солнечной системы и поиску внеземного разума. Planetary Society является основным спонсором SETI@home. Также большой вклад имеют пожертвования от участников проекта и бесплатная передача оборудования от спонсоров. Кроме того, имеются финансовые поступления от продажи товаров с атрибутикой проекта.

### Программное обеспечение
Клиентское программное обеспечение с открытым исходным кодом (GNU General Public License) и каждый желающий участник проекта может внести свой вклад не только в расчёты, но и в разработку и тестирование программного обеспечения. Поэтому клиентское обеспечение доступно для большинства из популярных операционных систем и типов центральных процессоров.

### Развитие проекта
На 17 декабря 2012 года проект является наиболее популярным на платформе BOINC — общее число участников проекта составляет более 1,4 млн.. По объёму вычислений в день по состоянию на 25 марта 2012 года проект занимал пятую позицию с результатом 1,6 петафлопс, уступая проектам Folding@home, PrimeGrid, DistRTGen и MilkyWay@home.
Результаты используются также и для исследования других астрономических объектов.
Дальнейшее продолжение и дополнение к проекту SETI@Home — проект AstroPulse (Beta) (астрономические исследования).
Для AstroPulse (Beta) существуют клиенты для GNU/Linux (в том числе и для 64-разрядных версий) и Microsoft Windows.
27 января 2009 года было объявлено о создании нового открытого проекта — setiQuest. Как ожидается, в его основу лягут исходные коды SETI@Home, которые должны быть переданы сообществу под открытой лицензией во втором квартале 2010 года.

## Результаты
По основной цели определены лишь несколько необычных радиосигналов, наиболее известный из них — радиосигнал SHGb02+14a. Тем не менее, SETI@home показал научному сообществу, что проекты распределенных вычислений, использующие подключенные к Интернету компьютеры, могут быть эффективным инструментом анализа, даже превосходящим некоторые из лучших мировых суперкомпьютеров.
В июле 2008 года на платформе SETI@home был запущен смежный проект Astropulse, больше ориентированный на выявление других источников радиосигналов, например, первичных чёрных дыр, быстро вращающихся пульсаров и пока ещё неизвестных астрофизических явлений.
Было предложено, что одним из способов обнаружения быстрых радиовсплесков может стать использование подобных SETI@home проектов и архивов полученных ими данных.

## Вызовы времени
У проекта есть определенные проблемы с жизнеспособностью.
Для любого длительного проекта существуют факторы, которые могут привести к его завершению. Некоторые из них описаны ниже.

### Закрытие обсерватории Аресибо
SETI@home получало свои данные из обсерватории Аресибо, используемой Национальным астрономическим и ионосферным центром и управляемой SRI International.
Уменьшение операционного бюджета для обсерватории создало дефицит средств, которые не пополнялись из таких источников, как частные жертвователи, НАСА, другие зарубежные исследовательские учреждения и частные некоммерческие организации, такие как SETI@home. 10 августа 2020 года зеркало телескопа было серьёзно повреждено лопнувшим тросом, пробившим дыру длиной около 100 футов (30 метров). 7 ноября 2020 произошёл разрыв одного из основных стальных поддерживающих тросов телескопа, разбив часть зеркала. 19 ноября 2020 Национальный научный фонд объявил о закрытии главного радиотелескопа в обсерватории Аресибо. 1 декабря 2020 года радиотелескоп разрушился в результате износа несущей конструкции.
Тем не менее, в долгосрочной перспективе для многих участников проекта SETI, любой пригодный для использования радиотелескоп мог бы взять на себя функции Аресибо, так как все системы проекта  могут быть географически перемещены.

### Альтернативные проекты с распределенными вычислениями
Когда проект был только запущен, существовало всего несколько альтернатив передачи компьютерного времени исследовательским проектам. Однако сегодня существует много других проектов, которые конкурируют за это время.

### Политика, ограничивающая использование компьютеров на предприятиях
В одном задокументированном случае человек был уволен за использование программного обеспечения SETI@home на компьютерах, используемых для штата Огайо.

### Финансирование
В настоящее время государственное финансирование исследований SETI отсутствует, а частное финансирование всегда ограничено. Лаборатория космических наук Беркли нашла способы работы с небольшими бюджетами, и проект получил пожертвования, позволяющие ему выйти далеко за рамки своей первоначальной запланированной продолжительности, но ему по-прежнему приходится конкурировать за ограниченные средства с другими проектами SETI и другими проектами в области космической науки.
В заявлении 16 сентября 2007 года о пожертвованиях SETI@home публику проинформировали о скромных средствах, на которые существует проект, и призвали собрать пожертвования в размере 476 000 долларов США, необходимые для продолжения деятельности в 2008 году.

### Неофициальное программное обеспечение
Ряд частных лиц и компаний внесли неофициальные изменения в распределенную часть программного обеспечения, чтобы попытаться получить более быстрые результаты, но это скомпрометировало целостность всех результатов. В результате программное обеспечение должно было быть обновлено, чтобы было легче обнаружить такие изменения и обнаружить ненадежных клиентов. BOINC будет работать на неофициальных клиентах; однако клиенты, которые возвращают разные и, следовательно, некорректные данные, не допускаются, и так предотвращается повреждение базы данных результатов. BOINC полагается на перекрестную проверку для проверки данных, при этом ненадежных клиентов нужно идентифицировать, чтобы избежать ситуаций, когда два из них сообщают одни и те же недопустимые данные и, следовательно, повреждают базу данных. Очень популярный неофициальный клиент (lunatic) позволяет пользователям использовать специальные функции, предоставляемые их процессорами, такими как SSE, SSE2, SSE3, SSSE3, SSE4.1 и AVX, чтобы обеспечить более быструю обработку. Единственным недостатком этого является то, что если пользователь выбирает функции, которые их процессор или процессоры не поддерживают, шансы на плохие результаты и сбои значительно возрастают. Инструменты, находящиеся в свободном доступе (такие как CPU-Z), могут сообщить пользователям, какие функции поддерживаются их процессорами.

### Сбои оборудования и ошибки базы данных
SETI@home сегодня - это тестовая площадка для дальнейшей разработки не только BOINC, но и других технологий аппаратного и программного обеспечения. Учитывая нагрузки SETI@home, эти экспериментальные технологии могут быть более сложными, чем ожидалось, поскольку базы данных SETI не имеют типичных учетных и коммерческих данных или подобных структур. Использование нетипичных баз данных часто приводит к большим накладным расходам на обработку и к риску повреждения базы данных при сбое в её работе. Аппаратные средства, программное обеспечение и сбои базы данных могут вызвать (и вызывают) коллапсы при участии в проекте.
Проект приходилось несколько раз отключать, чтобы перейти на новые базы данных, способные обрабатывать более массивные наборы данных. Аппаратный сбой может оказаться существенной причиной прекращения проекта, поскольку такой сбой часто сочетается с повреждением базы данных.

## Фильмография
- «Через „Кротовую нору“ с Морганом Фрименом. Мы одни или нет?» (англ. Through the Wormhole with Morgan Freeman. Are We Alone?) — научно-популярный фильм, снятый Discovery в 2010 г.